# Erard de Schaetzen
Pour les articles homonymes, voir Schaetzen.
Erard de Schaetzen, né le 22 mars 1904 à Tongres et décédé le 4 octobre 1997 à Uccle, est un juriste, notaire et homme politique belge bilingue, membre du parti catholique.

## Éléments biographiques
Docteur en droit (ULg), il fut notaire. Il est créé baron par le roi Baudouin en 1971.  

## Carrière politique
- 1946: conseiller communal de Tongres;
- 1946-52 et 1959-71: bourgmestre de Tongres[2];
- 1972: conseiller communal du grand Tongres;
- 1954-1968: sénateur de l'arrondissement Hasselt-Tongres-Maaseik

## Généalogie
Il est le petit-fils d'Oscar de Schaetzen et le fils de Joseph de Schaetzen (1870-1940) et de Valérie Roelants (1874-1914).
Il épousa en 1940 Francine de Béco (1917-2002). Ils eurent 4 descendants : Béatrice (°1940), Martine (°1942), Viviane (°1945) et Ghislain (°1951).